# Duplicación cromosómica

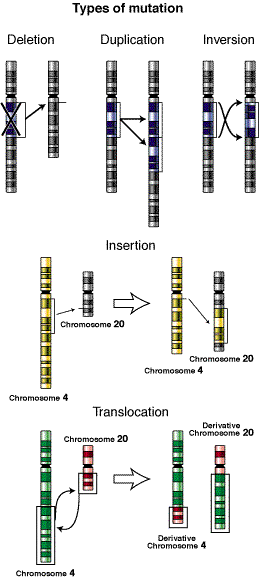
Tipos de mutaciones cromosómicas

En la genética, una duplicación cromosómica es la repetición de un fragmento de cromosoma a continuación del fragmento original. Las duplicaciones surgen por error en la duplicación del ADN, como producto de una reorganización cromosómica de tipo estructural o relacionado con un proceso de sobrecruzamiento defectuoso. Las duplicaciones no suelen ser deletéreas, son una fuente de nuevo material genético y base para nuevos cambios evolutivos. Muchas de las familias génicas con un origen evolutivo común o las familias multigénicas pueden tener su origen en las duplicaciones. Si el segmento afectado es de gran tamaño, se puede detectar en meiosis con los mismos criterios que en las deleciones (bivalente heteromorfo o zona intersticial desapareada en el cromosoma con la duplicación).
Las duplicaciones no suelen tener una manifestación fenotípica observable a simple vista, sino mediante análisis citogenéticos y moleculares.
Uno de los aspectos integrantes del estudio de la evolución es especular sobre los mecanismos posibles de la variación genética.
En 1970, Susumo Ohno publicó el polémico libro Evolution by Gene Duplication. La tesis de Ohno se basaba en la suposición de que los productos de genes esenciales son indispensables para la supervivencia de los miembros de cualquier especie a lo largo de la evolución. Estos genes no pueden acumular mutaciones que alteren su función primaria y dar lugar potencialmente a nuevos genes.
Sin embargo, si se duplicara un gen esencial en una línea germina, en la copia extra se tolerarían cambios mutacionales proporcionando la información genética para su función esencial. La copia duplicada quedaría libre para adquirir muchos cambios mutacionales durante largos periodos de tiempo. En periodos cortos, la nueva información genética podría no tener ventajas prácticas. Sin embargo, en periodos evolutivos largos, el gen duplicado podría cambiar lo suficiente como para que su producto asumiera un papel divergente en la célula. La nueva función podría dar una ventaja “adaptativa” al organismo, incrementando su eficacia biología. Ohno ha imaginado un mecanismo mediante el cual pudo haberse originado sustancial variabilidad genética.
La tesis de Ohno está apoyada por el descubrimiento de genes que tiene una parte importante de sus secuencias de ADN en común, pero cuyos productos génicos son distintos.
La importancia evolutiva de las duplicaciones radica en el hecho de que los individuos portadores tienen dos copias de un mismo gen. En un individuo normal una mutación de ese gen puede tener efectos deletéreos, pero si hay dos copias y se produce una mutación en una de ellas, el individuo podrá seguir manifestando un fenotipo "aparentemente normal" y la selección natural no actuaría en su contra. Mediante este proceso se pueden ir originando nuevas copias de un mismo gen y producirse variantes y alternativas no alélicas a una secuencia de ADN. Este es el origen de las familias multigénicas (Ej, histonas, rRNAs, etc.) y de las familias génicas con un origen evolutivo común (Ej, haptoglobinas).
La estructura citogenética de las familias multigénicas suele ser muy típica: Todos los genes que componen la familia se encuentran juntos en el cromosoma en un mismo "nicho" o cluster, que a su vez puede estar repetido una o varias veces.